# タスリマ・ナスリン
タスリマ・ナスリン (ベンガル語: তসলিমা নাসরিন; ローマ字表記: Taslima Nasreen / Taslima Nasrin; 1962年8月25日 -) は、バングラデシュの作家、フェミニスト、人権活動家。1990年代から新聞・雑誌にイスラム教による女性の抑圧について記事を掲載したことでイスラム原理主義団体の攻撃を受けるようになり、さらに1993年にイスラム教徒によるヒンドゥー教徒迫害を告発した『恥 (Lajja)』を発表したことで、過激派がナスリンの殺害を呼びかけるファトワーを発令。翌94年にはカルカッタ（現コルカタ）の英字新聞に掲載された記事に「コーランは書き換えられるべきである」と書いたために、大規模なデモが各地で行われ、バングラデシュ刑法第295 a条に定める冒涜にあたるとして逮捕。保釈されたものの、出国を余儀なくされた。
以後、亡命生活を続けながらも精力的に執筆活動を続け、世界各国で人権、女性の権利、世俗主義、表現の自由等について講演会を行い、その功績により、欧州議会の思想の自由のためのサハロフ賞、寛容と非暴力促進のためのユネスコ・マダンジェート・シン賞、女性の自由のためのシモーヌ・ド・ボーヴォワール賞など数多くの賞、名誉博士号、名誉市民の称号等を受けた。

## 活動・業績

### 医師として
タスリマ・ナスリンは1962年8月25日、東パキスタン（現バングラデシュ）のマイメンシンに医師の娘として生まれた。ナスリンも医学を専攻し、1985年から地元の産婦人科病院、1990年から1993年まではダッカの国立病院に勤務した。

### 作家として
一方、すでに13～14歳頃から詩を書き始め、1980年代から詩や小説を発表。1990年代には新聞・雑誌に女性の抑圧を告発する記事を掲載し、男性優位社会やイスラム法を容赦なく批判した。新進気鋭の作家として注目される一方、イスラム原理主義者らの反感を買うようになり、1992年、ナスリンの本を置いていた書店が攻撃された。

### 『恥 (Lajja)』
1992年12月、ウッタル・プラデーシュ州（インド）のアヨーディヤーでムガル帝国初代スルタンのバーブルが建設したバーブリー・マスジドがヒンドゥー原理主義集団により破壊される事件が起き（アヨーディヤー事件）、これ以降インド各地でヒンドゥー原理主義者のイスラム教徒への攻撃が始まり、対抗してパキスタンやバングラデシュではヒンドゥー教徒に対する迫害が強まった。ナスリンは翌1993年2月に、イスラム教徒によるヒンドゥー教徒迫害を告発した『恥 (Lajja)』を出版。イスラム原理主義者らはさらに怒りを募らせ、過激派がファトワーを発令。ナスリンの殺害に5万タカの賞金をかけた。ナスリンは警察の保護下に置かれながら執筆活動を続けた。翌94年5月、今度はナスリンがカルカッタの英字新聞『ステーツマン』に掲載された記事に「コーランは書き換えられるべきである」と書いたために、大規模な抗議デモが各地で行われ、ナスリンはコーランではなくイスラム法（シャリーア）に対する批判だと説明したが、デモは勢いを増すばかりで、過激派からは死刑を求める声が上がり、さらに2件のファトワーが出された。ナスリンは逮捕され、世界各国のメディアが大々的に報じた。逮捕の理由は、コーランに関する彼女の発言が刑法第295 a条に定める冒涜にあたるということであった。刑法第295 a条には、「バングラデシュ市民のなかのいかなる集団の宗教感情についても、それを侮辱しようという計画的であからさまな悪意をもって、発言や文書など、あきらかに認識しうる表現によって、宗教や信仰を侮辱した者、あるいは侮辱しようとした者は、2年以下の懲役か罰金、あるいはその両方に処する」と規定されている。

### 亡命生活
最終的には保釈が認められ、パスポートも没収されずに済んだため、数日後に出国。スウェーデンに亡命した。同年（1994年）、欧州議会の思想の自由のためのサハロフ賞、フランス政府の人権賞、スウェーデン・ペンクラブのクルト・トゥホルスキー賞など欧米諸国から7つの賞を受けた（以下「受賞・栄誉」参照）。 
ナスリンは以後もフェローシップを受けるなどして精力的に執筆活動を続け、1997年からは自伝を書き始めた。ほとんどの著書をベンガル語で書いたため、バングラデシュで出版されても発禁になり、さらに2002年には、これまでに発表した複数の著書にイスラム教を侮蔑する表現があるとして懲役1年を言い渡された。この間に書かれたテクストは後にフランスで『私の監獄から (De ma prison)』として出版された (Philippe Rey, 2008)。
2003年にはハーバード大学からフェローシップを受け、寛容と非暴力促進のためのユネスコ・マダンジェート・シン賞を受賞する一方で、ベンガル語で発表した『引き裂かれて (Dwikhandito)』は、西ベンガル州政府により発禁処分を受け、さらにバングラデシュとインドの2人の男性作家から名誉毀損にあたるとして約400万ドルの損害賠償を請求された。これ以後も、欧米諸国からはイスラム教による女性差別を告発する活動や表現の自由のための闘いに対する支援を受け、バングラデシュ、西ベンガル州、インドでは発禁や訴訟が相次いだ。2010年、カルナータカ州（インド）で、ある新聞社がナスリンのコラムを無断で転載した。ブルカは女性の抑圧の象徴であり、着用すべきではないという内容であった。1万5千人のイスラム教徒がこの記事に抗議し、新聞社に放火した。2人が死亡し、夜間外出禁止令が出された。
ナスリンはこの間、スウェーデンに滞在しながら、世界各国から招待を受け、人権、女性の権利、世俗主義、表現の自由等について講演会を行った。いったんドイツに移住した後、再びスウェーデンに戻り、政治難民として国際連合の渡航文書（通行許可証、レセ・パセ）を受けた。1998年から米国に滞在したが、母が病に倒れたことを知り、バングラデシュ政府に入国許可を求めたが拒否されたため、難民の地位を取り消し、渡航文書を返却することでバングラデシュのパスポートを返却され、入国した。しかし、ナスリンはイスラム過激派組織（国際テロ組織）ハルカトゥル・ジハーディ・イスラミ・バングラデシュに狙われていた。そして今回もまた宗教的感情を害したとして、保釈不可の逮捕状が出され、3か月後には出国を余儀なくされた。フランスの『レクスプレス』紙のインタビューに応えて、「医者であるにもかかわらず最期まで母の面倒を見ることができなかったこと、愛を返せなかったこと」が何よりも辛いと繰り返し語っている。
フランスに一時滞在した後、ようやく6年前に申請したインドのビザが下り、コルカタに滞在。著書の発売のためにムンバイを訪れたかったが、ここでもまたイスラム過激派の脅迫を受けた。2002年、瀕死の父に会うために、再びバングラデシュ政府に入国許可を求めたが拒否され、父を看取ることができなかった。以後もナスリンに対するファトワーが度々出され、文化企画やブックフェアでインドや西ベンガル州の大学等から招待を受けても、そのたびにイスラム過激派に阻止または攻撃され、実質的に軟禁状態であった。インドのビザの更新についても、報道機関の取材に応じないこと、即出国することなど厳しい条件を課された。

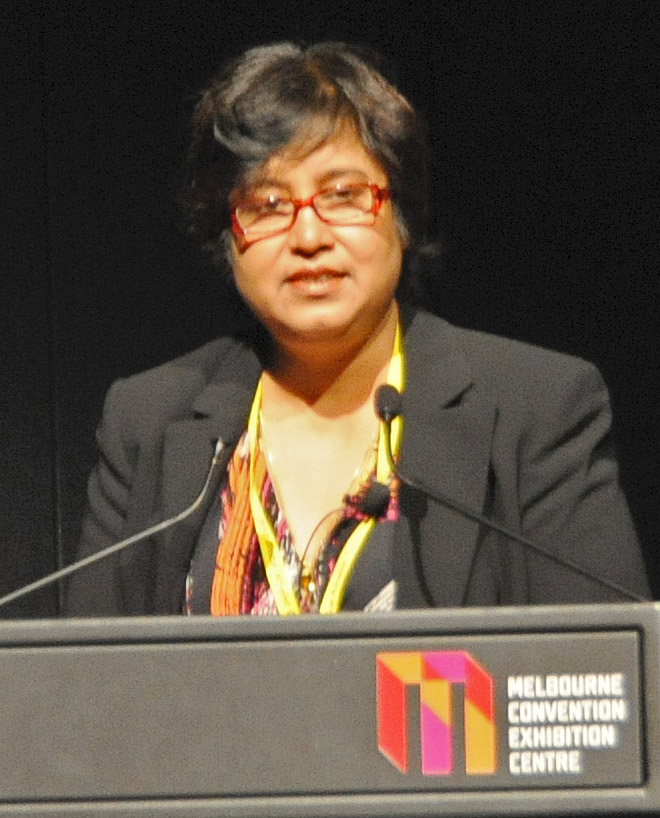
2010年グローバル無神論者代表者会議 (メルボルン) で演説するタスリマ・ナスリン

2008年1月、シモーヌ・ド・ボーヴォワール生誕100年を記念して設立された「女性の自由のためのシモーヌ・ド・ボーヴォワール賞」の第1回受賞者に選出され、パリでラマ・ヤド人権担当閣外相により手渡された。また、同年7月にはパリ市名誉市民の称号を受け、翌2009年にはこの資格により、ベルトラン・ドラノエ市長の招きに応じて6か月間、パリに滞在した。
2013年5月23日、フランス・ユネスコで開催された世界中の自由な移動のための「世界市民連合 (OCU)」に参加し、「世界市民パスポート」を取得した。
2015年、政教分離の推進を目指す米国の無神論・不可知論団体「宗教からの自由財団 (FFRF)」から「裸の王様」賞を受けた。

## 受賞・栄誉
(公式ウェブサイトのAwardsによる)
- 欧州議会の思想の自由のためのサハロフ賞 (1994)
- フランス政府の人権賞 (1994)
- フランスのナント勅令賞 (1994)
- スウェーデン・ペンクラブのクルト・トゥホルスキー賞 (1994)
- ヒューマン・ライツ・ウォッチのヘルマン・ハメット賞（助成金） (1994)
- ノルウェーの人権倫理協会の人道主義賞 (1994)
- 米国フェミニスト・マジョリティ財団の「フェミニスト・オブ・ザ・イヤー」賞 (1994)
- ゲント大学（ベルギー）の名誉博士号 (1995)
- ドイツ学術交流会 (DAAD) の奨学金 (1995)
- ウプサラ大学（スウェーデン）のMonismanien賞
- 国際ヒューマニスト倫理連合（英国）のヒューマニスト殊勲賞 (1996)
- 国際ヒューマニズム・アカデミー（米国）のヒューマニスト賞 (1996)
- インドの阿難（アーナンダ）文学賞 (2000)
- 世界経済フォーラムの次世代のグローバル・リーダー (2000)
- 国際非宗教・無神論連盟 (IBKA) のエルヴィン・フィッシャー賞 (2002)
- 米国の宗教からの自由財団 (FFRF) の自由思想ヒロイン賞 (2002)
- ハーバード大学のジョン・F・ケネディ・スクール・オブ・ガヴァメント（旧ケネディスクール）の人権政策カー・センターのフェローシップ (2003)
- 寛容と非暴力促進のためのユネスコ・マダンジェート・シン賞 (2004)
- パリ・アメリカ大学 (AUP) の名誉博士号 (2005)
- 国際コンドルセ・アロン・グランプリ (2005)
- サラト・チャンドラ文学賞（西ベンガル州、インド, 2006）
- パリ名誉市民 (2008)
- 女性の自由のためのシモーヌ・ド・ボーヴォワール賞 (2008)
- ニューヨーク大学のフェローシップ (2009)
- 米国のウッドロウ・ウィルソン・フェローシップ (2009)
- 米国のフェミニスト・プレス賞 (2009)
- リヨン市の名誉勲章 (フランス、2009)
- ビルバオ（スペイン）のセラーノ・プロダクションの「検閲との闘い」賞 (2009)
- ルーヴァン・カトリック大学（ベルギー）の名誉博士号 (2011)
- エシュ＝シュル＝アルゼット（ルクセンブルク）の名誉市民 (2011)
- メス（フランス）の名誉市民 (2011)
- ティオンヴィル（フランス）の名誉市民 (2011)
- パリ・ディドロ大学（第七大学）の名誉博士号 (2011)
- 世界市民連合（フランス）の世界市民パスポート (2013)
- ベルギー王立科学・文学・美術アカデミーのアカデミー賞 (2013)
- スウェーデンのインゲマール・ヘデニウス賞 (2014)
- 米国の宗教からの自由財団 (FFRF) の「裸の王様」賞 (2015)

## 著書
(公式ウェブサイトのBooksによる)

### 詩集
- Shikore Bipul Khudha (社会に根を張る飢餓), 1982
- Nirbashito Bahire Ontore (内外からの追放), 1989
- Amar Kichu Jay Ashe Ne (何も気にしない), 1990
- Atole Ontorin (奈落の底), 1991
- Balikar Gollachut (少女の手袋/少女の闘い), 1992
- Behula Eka Bhashiyechilo Bhela (ベフラはひとり、筏で漂う), 1993
- Ay Kosto Jhepe, Jibon Debo Mepe (痛みの轟き、あなたに私の人生を分け与える), 1994
- Nirbashito Narir Kobita (亡命詩集), 1996
- Jolpodyo (水連), 2000
- Khali Khali Lage (空の空なる哉), 2004
- Kicchukhan Thako (好奇心/短期滞在), 2005
- Bhalobaso? Chai baso (あなたの愛、またはゴミの山), 2007
- Bondini (囚人), 2008

### 随筆集
- Nirbachito Column (コラム選集), 1990
- Jabo na keno? jabo (もちろん、行きます), 1991
- Noshto meyer noshto goddo (打ちのめされた少女は破滅する), 1992
- ChoTo choTo dukkho kotha (ちっぽけな悲話), 1994
- Narir Kono Desh Nei (女には国がない), 2007
- Nishiddho (禁断), 2014
- Taslima Nasreener Godyo Podyo (タスリマ・ナスリン散文詩), 2015

### 小説
- Oporpokkho (敵対者), 1992
- Shodh (返済), 1992
- Nimontron (招待), 1993
- Phera (帰還), 1993
- Lajja (恥), 1993
- Bhromor Koio Gia (丸花蜂はどこへ行った/彼に秘密を告げて), 1994
- Forashi Premik (フランスの恋人), 2002
- Shorom (労働/再び恥), 2009

### 短編集
- Dukkhoboty meye (悲しい少女), 1994
- Minu (ミヌ), 2007

### 自伝
- Amar Meyebela (私の義娘/私の少女時代), 1997
- Utal Hawa (吹き荒ぶ風), 2002
- Ka (誰が/歯に衣着せぬ), 2003 (当初、Dwikhandito (引き裂かれて) として発表)
- Sei Sob Andhokar (あの暗黒の日々), 2004
- Ami Bhalo Nei, Tumi Bhalo Theko Priyo Desh (私はダメだけれど、あなたは私の愛する国), 2006
- Nei, Kichu Nei (何もない), 2010
- Nirbasan (国外追放), 2012